# Kreuzeck (Wetterstein)
Pour les articles homonymes, voir Kreuzeck.
Le Kreuzeck est un sommet des Alpes, à 1 650 m d'altitude, dans le Wetterstein, en Bavière (Allemagne). L'épreuve de descente de ski alpin aux Jeux olympiques de 1936 s'y est déroulée.